# أندرو غرير
أندرو غرير (بالإنجليزية: Andrew Greer)‏ هو مغن مؤلف وكاتب أمريكي، ولد في 10 يوليو 1982 في أزل في الولايات المتحدة.